# Демократичен съюз на албанците (Северна Македония)
Демократичният съюз на албанците (на албански: Bashkimi Demokratik Shqiptar; на македонска литературна норма: Демократска унија на Албанците) е албанска партия в Северна Македония. Основана е през септември 2007 г. от бившия член на косовската освободителна армия Бардил Махмути. Председател на партията е Махмути.